# فاتو دينج (كرة سلة)
فاتو دينج (بالفرنسية: Fatou Dieng) مواليد 18 أغسطس 1985 في السنغال، هي لاعبة كرة سلة فرنسية. بدأت مسيرتها الاحترافية في سنة 2002. تلعب في الدوري الإسباني لكرة السلة للسيدات كلاعب هجوم خلفي. مثلت منتخب بلادها. شاركت في دورة الألعاب الأولمبية الصيفية سنة 2016. لعبت مع نادي بورجيز لكرة السلة للسيدات في الدوري الفرنسي لكرة السلة للسيدات.

## روابط خارجية
- فاتو دينج على موقع الاتحاد الدولي لكرة السلة (الإنجليزية)
- فاتو دينج على موقع كرة السلة الأوروبية.كوم (الإنجليزية)
- فاتو دينج على موقع بروبوليرز (الإنجليزية)
- فاتو دينج على موقع سبورتس رفرنس (الإنجليزية)
- فاتو دينج على موقع اللجنة الأولمبية الدولية (الإنجليزية)
- فاتو دينج على موقع أوليمبيديا (الإنجليزية)